# 金仁英
金仁英（韓語：김인영，1969年4月25日—），大韓民國電視編劇。

## 經歷
- 1998年～2007年：MBC Academy Drama 演出專攻班講師
- 2006年：韓國放送作家協會教育院專門班講師
- 2007年：韓國藝術綜合大學映像院講師

## 作品

### 電視劇
- 1994年：MBC《相棒》
- 1995年：SBS《李家事Christie》
- 1998年：MBC《赤腳跑吧》
- 2000年：MBC《美麗的謊言》
- 2001年：MBC《美味關係》
- 2002年：MBC《陽光情人夢》
- 2004年：MBC《想結婚的女子》
- 2005年：MBC《驛動的心》
- 2005年：MBC《秘密男女》
- 2007年：MBC《瑪莉大九攻防戰》
- 2008年：KBS《太陽的女子》
- 2010年：MBC《現在還想結婚的女人》
- 2012年：KBS《赤道的男人》
- 2013年：MBC《當男人戀愛時》
- 2015年：KBS《不善良的女人們》
- 2017年：KBS《黑騎士》
- 2022年：KBS《三姐弟要勇敢》

## 獲獎
- 1996年：MBC演技大賞－作家部門 特別賞
- 2004年：MBC演技大賞－作家部門 特別賞（想結婚的女子）
- 2015年：KBS演技大賞－作家賞（不善良的女人們）

## 外部連結
- NAVER搜索 （页面存档备份，存于）